# 澳洲聯邦音樂考試局
澳洲聯邦音樂考試局 (英文：Australian Music Examinations Board，AMEB）提供音樂、朗誦及戲劇的考試。考生完成考試後可以進入澳州國防軍音樂學院。

## 成立經過
澳洲聯邦音樂考試局於1887年由墨爾本大學及阿德萊德大學共同成立，並於1918年發展成為全國性組織。現在澳洲聯邦音樂考試局在澳洲的六個州份設有辦事處，總辦事處設於墨爾本。
澳洲聯邦音樂考試局的成員來自塔斯曼尼亞大學、墨爾本大學、阿德萊德大學和西澳大利亞大學、新南威爾士州教育及培訓部門、昆士蘭州教育、培訓及就業部門以及塔斯馬尼亞大學教育及技能部門。

## 考試模式
澳洲聯邦音樂考試局出版了一系列書籍，為學生和老師提供了各項樂器的考試素材。
除了古典音樂的考試大綱外，澳洲聯邦音樂考試局還為鋼琴，色士風和歌唱提供了一系列「休閒」考試大綱，其中包含了現代音樂曲目。澳洲聯邦音樂考試局還為鍵盤樂器、爵士鼓、吉他、貝斯和歌唱提供當代流行音樂的考試大綱。

## 考試項目
- 音樂教學
- 乐理(音樂理論（Theory of Music）、音乐技能（Musicianship）、音乐技艺（Music Craft）)
- 鍵盤樂器(鋼琴、管風琴、手風琴、電子管風琴)
- 弦樂器(小提琴、中提琴、大提琴、低音大提琴、古典吉他、豎琴)
- 木管樂器(牧童笛、長笛、雙簧管、單簧管、巴松管、色士風)
- 銅管樂器(小號、法國號、長號、次中音號、大號)
- 敲擊樂器(小鼓、定音鼓、鍵盤敲擊樂、綜合敲擊樂)
- 聲樂
- 流行音樂(鍵盤、爵士鼓、流行吉他、低音吉他、聲樂)
- 合奏(弦樂、木管樂、銅管樂、敲擊樂)
- 朗誦及戲劇